# Алехновский сельсовет
Алехновский сельсовет — упразднённая административно-территориальная единица, существовавшая на территории Московской губернии и Московской области до 1954 года.
Алехновский с/с был образован в первые годы советской власти. В 1919 году Алехновский с/с входил в Пятницкую волость Звенигородского уезда Московской губернии.
14 января 1921 года Пятницкая волость была передана в Воскресенский уезд
В 1924 году к Алехновскому с/с был присоединён Торлоповский с/с.
По данным 1926 года в состав сельсовета входили деревня Алёхново, деревня Васильки, деревня Зорино, деревня Ламишино-Бурцево, деревня Мартюшино, деревня Матвейково, деревня Синево, деревня Торлопово и деревня Ушаково Большое.
В 1927 году из Алехновского с/с были выделены Синевский и Торлоповский с/с.
В 1929 году Алехновский с/с был отнесён к Воскресенскому району Московского округа Московской области. При этом к нему вновь был присоединён Торлоповский с/с.
30 октября 1930 года Воскресенский район был переименован в Истринский район.
17 июля 1939 года к Алехновскому с/с были присоединены Якунинский с/с (селения Дьяково, Рождествено и Якунино) и Лечищевский с/с (селения Армягово, Лечищево и Новоселово). Одновременно из Алехновского с/с в Бужаровский с/с были переданы селения Большое Ушаково, Ламишино и посёлок плотины им. Куйбышева.
14 июня 1954 года Алехновский с/с был упразднён. При этом его территория была передана в Бужаровский с/с.